# 帆鰭魴
帆鰭魴（学名：Pteraclis aesticola），又名深海三角仔、黑飛刀、黑皮刀，为烏魴科帆鰭魴屬下的一个种。